# Phó Chủ tịch nước Cộng hòa Nhân dân Trung Hoa
Phó Chủ tịch nước Cộng hòa Nhân dân Trung Hoa (cách gọi đơn giản là Phó Chủ tịch nước) là một trong số lãnh đạo cấp cao của nước Cộng hòa Nhân dân Trung Hoa với danh dự rất cao. Căn cứ theo hiến pháp quy định Phó Chủ tịch hỗ trợ cho Chủ tịch nước trong các công việc: Ủy nhiệm của Chủ tịch nước có thể thực hiện được các chức năng, quyền hạn như Chủ tịch nước; Khi vắng Chủ tịch, Phó Chủ tịch kế nhiệm Chủ tịch cho đến khi Đại hội Đại biểu Nhân dân Toàn quốc tiến hành bổ nhiệm.
Phó Chủ tịch nước được thành lập từ năm 1954, sau đó tại Hiến pháp 1975 đã quyết định hủy bỏ chức vụ. Đến năm 1982 lại được tái lập.
Theo Hiến pháp, Phó Chủ tịch nước được Đại hội Đại biểu Nhân dân Toàn quốc bầu với nhiệm kỳ 5 năm và không quá 2 nhiệm kỳ liên tiếp. Hiến pháp cũng quy định Chủ tịch nước và Phó Chủ tịch nước phải có độ tuổi hơn 45, phải là Đại biểu Đại hội Đại biểu Nhân dân Toàn Quốc.
Xây dựng theo bản Hiến pháp năm 1982, Văn phòng Chủ tịch nước là biểu tưởng đứng đầu Nhà nước. Có tư cách cũng như quyền lực cao nhất của Nhà nước nhưng không quyết định độc lập các vấn đề mang tính Quốc gia. Chức vụ Phó Chủ tịch nước mang tính biểu trưng so với chức vụ. Nhưng Chu Đức, Hồ Cẩm Đào, Tăng Khánh Hồng, Tập Cận Bình lại là những người có quyền lực thực tế.
Từ năm 1998 - 2012, chức vụ Phó Chủ tịch nước luôn luôn nằm trong Ủy ban Thường vụ Bộ Chính trị và do nhân vật giữ chức Bí thư Ban Bí thư (Phó Tổng Bí thư) kiêm nhiệm đồng thời là Hiệu trưởng Trường Đảng TW. Nếu vị này được xác định sẽ kế nhiệm chức Tổng bí thư, Chủ tịch nước thì vị Phó Chủ tịch Nước này sẽ được kiêm nhiệm thêm chức vụ Phó Chủ tịch thứ nhất Quân ủy TW.
Phó Chủ tịch Nước CHNDTH là quan chức cao cấp số 5 trong hệ thống Nhà nước sau: Nguyên Thủ Quốc gia và 3 quan chức đứng đầu ba nhánh cơ quan chính là: Quốc vụ viện, Ủy ban Đại hội đại biểu nhân dân toàn quốc, Ủy ban Chính Hiệp toàn quốc.
Đến thời điểm hiện tại chỉ có 2 trong số 10 vị Phó chủ tịch nước được giữ chức Chủ tịch nước sau đó là: Hồ Cẩm Đào, Tập Cận Bình.
Vị Phó Chủ tịch nước là nữ duy nhất đến thời điểm hiện tại là bà Tống Khánh Linh.
Vị Phó Chủ tịch nước là người dân tộc thiểu số duy nhất đến hiện tại là ông Ô Lan Phu (dân tộc Tạng).
Phó Chủ tịch nước cao tuổi nhất khi đắc cử là Vương Chấn: 80 tuổi vào năm 1988.
Phó Chủ tịch nước trẻ tuổi nhất khi đắc cử là Tập Cập Bình: 55 tuổi vào năm 2008.

## Vai trò trong Đảng
Trong hệ thống song trùng quyền lực Đảng - Nhà nước ở Trung Quốc thì chức vụ Phó Chủ tịch nước là 'đặc biệt" nhất. Chức này khá uyển chuyển, lúc thì có quyền lực lúc lại chỉ là tượng trưng, người giữ chức này có thể có vai trò cao cấp trong Đảng hoặc không, thậm chí là nhân sĩ ngoài Đảng, quan chức nghỉ hưu bên đảng và đây là chức vụ cao nhất mà một người không phải đảng viên Đảng Cộng sản Trung Quốc có thể nắm giữ. Những người giữ chức vụ này trong tương quan với Đảng cộng sản TQ gồm những nhóm sau:
- Ủy Viên Thường vụ Bộ Chính trị: Chu Đức, Đổng Tất Vũ, Hồ Cẩm Đào, Tăng Khánh Hồng, Tập Cận Bình.
- Ủy viên Bộ Chính trị: Ô Lan Phu, Lý Nguyên Triều.
- Cựu Ủy viên Bộ Chính trị: Vương Chấn, Vương Kỳ Sơn, Hàn Chính
- Nhân sĩ ngoài Đảng: Tống Khánh Linh, Vinh Nghị Nhân.

## Danh sách Phó Chủ tịch nước Cộng hoà Nhân dân Trung Hoa
| Số thứ tự                                                   | Hội nghị                                                      | Phó Chủ tịch                | Chân dung | Chính đảng                                                         | Từ        | Đến       | Chủ tịch         |
| ----------------------------------------------------------- | ------------------------------------------------------------- | --------------------------- | --------- | ------------------------------------------------------------------ | --------- | --------- | ---------------- |
| Phó Chủ tịch nước Cộng hòa Nhân dân Trung Hoa（1954－1975） |                                                               |                             |           |                                                                    |           |           |                  |
| 1                                                           | Hội nghị thứ 1 Đại hội Đại biểu Nhân dân Toàn quốc lần thứ 1  | Chu Đức                     |           | Đảng Cộng sản Trung Quốc                                           | 27/9/1954 | 27/4/1959 | Mao Trạch Đông   |
| 2                                                           | Hội nghị thứ 1 Đại hội Đại biểu Nhân dân Toàn quốc lần thứ 2  | Tống Khánh Linh Đổng Tất Vũ | 无框      | Ủy ban Cách mạng Quốc Dân đảng Trung Quốc Đảng Cộng sản Trung Quốc | 27/4/1959 | 3/1/1965  | Lưu Thiếu Kỳ     |
| 3                                                           | Hội nghị thứ 1 Đại hội Đại biểu Nhân dân Toàn quốc lần thứ 3  | Tống Khánh Linh Đổng Tất Vũ | 无框      | Ủy ban Cách mạng Quốc Dân đảng Trung Quốc Đảng Cộng sản Trung Quốc | 3/1/1965  | 17/1/1975 | Khuyết           |
| Phó Chủ tịch nước Cộng hòa Nhân dân Trung Hoa（1983－nay）  |                                                               |                             |           |                                                                    |           |           |                  |
| 4                                                           | Hội nghị thứ 1 Đại hội Đại biểu Nhân dân Toàn quốc lần thứ 6  | Ô Lan Phu                   |           | Đảng Cộng sản Trung Quốc                                           | 18/6/1983 | 8/4/1988  | Lý Tiên Niệm     |
| 5                                                           | Hội nghị thứ 1 Đại hội Đại biểu Nhân dân Toàn quốc lần thứ 7  | Vương Chấn                  |           | Đảng Cộng sản Trung Quốc                                           | 8/4/1988  | 12/3/1993 | Dương Thượng Côn |
| 6                                                           | Hội nghị thứ 1 Đại hội Đại biểu Nhân dân Toàn quốc lần thứ 8  | Vinh Nghị Nhân              |           | Đảng Cộng sản Trung Quốc                                           | 27/3/1993 | 15/3/1998 | Giang Trạch Dân  |
| 7                                                           | Hội nghị thứ 1 Đại hội Đại biểu Nhân dân Toàn quốc lần thứ 9  | Hồ Cẩm Đào                  |           | Đảng Cộng sản Trung Quốc                                           | 15/3/1998 | 15/3/2003 | Giang Trạch Dân  |
| 8                                                           | Hội nghị thứ 1 Đại hội Đại biểu Nhân dân Toàn quốc lần thứ 10 | Tăng Khánh Hồng             |           | Đảng Cộng sản Trung Quốc                                           | 15/3/2003 | 15/3/2008 | Hồ Cẩm Đào       |
| 9                                                           | Hội nghị thứ 1 Đại hội Đại biểu Nhân dân Toàn quốc lần thứ 11 | Tập Cận Bình                |           | Đảng Cộng sản Trung Quốc                                           | 15/3/2008 | 14/3/2013 | Hồ Cẩm Đào       |
| 10                                                          | Hội nghị thứ 1 Đại hội Đại biểu Nhân dân Toàn quốc lần thứ 12 | Lý Nguyên Triều             |           | Đảng Cộng sản Trung Quốc                                           | 14/3/2013 | 17/3/2018 | Tập Cận Bình     |
| 11                                                          | Hội nghị thứ 1 Đại hội Đại biểu Nhân dân Toàn quốc lần thứ 13 | Vương Kỳ Sơn                |           | Đảng Cộng sản Trung Quốc                                           | 17/3/2018 | 10/3/2023 | Tập Cận Bình     |
| 12                                                          | Hội nghị thứ 1 Đại hội Đại biểu Nhân dân Toàn quốc lần thứ 14 | Hàn Chính                   |           | Đảng Cộng sản Trung Quốc                                           | 10/3/2023 | nay       | Tập Cận Bình     |